# Lygocecis
Lygocecis is een muggengeslacht uit de familie van de galmuggen (Cecidomyiidae).

## Soorten
- L. packardi (Felt, 1909)
- L. porterae (Cockerell, 1904)